# L'Abbaye cistercienne de la Cambre
L'Abbaye cistercienne de la Cambre (sous-titré Étude d'histoire et d'archéologie) est un ouvrage de Fernand de Ryckman de Betz, co-écrit avec Georges Dansaert et l'abbé Maurice Thibaut de Maisières. La préface a été écrite par Charles Terlinden, président du Conseil d'héraldique.